# باسم العريني
باسم صالح العريني، لاعب كرة قدم سعودي يلعب في نادي التعاون.

## مسيرة اللاعب
لعب في الفئات السنية في نادي التعاون و انظم إلى نادي الحزم في عام 2020 و عاد إلى نادي التعاون في صيف 2022.